# Las Vegas Nights
Pour plus de détails, voir Fiche technique et Distribution.
Las Vegas Nights est un film américain réalisé par Ralph Murphy, sorti en 1941.

## Fiche technique
- Titre : Las Vegas Nights
- Réalisation : Ralph Murphy
- Scénario : Ernest Pagano et Harry Clork
- Photographie : William C. Mellor
- Montage : Arthur P. Schmidt
- Pays d'origine : États-Unis
- Format : Noir et blanc - 1,37:1 - Mono
- Genre : musical
- Date de sortie : 1941

## Distribution
- Phil Regan : Bill Stevens
- Bert Wheeler : Stu Grant
- Constance Moore : Norma Jennings
- Henry Kolker : William Stevens Sr.
- Tommy Dorsey : lui-même
- Charles C. Wilson : le shérif-adjoint Ed Silvers
- William Hall (en) : cowboy
- Catherine Craig (non créditée) : une jeune femme avec Bill